# Diamante (Italia)
Diamante (Diamàndë in calabrese) è un comune italiano di 5 003 abitanti della provincia di Cosenza, in Calabria. È sito sulla costa tirrenica nordoccidentale della regione. Nel 2021 alla città di Diamante è stata assegnata la Bandiera blu, entrando così a far parte delle 210 località marine italiane insignite di tale riconoscimento.

## Geografia fisica
Posta al centro della Riviera dei Cedri, Diamante dispone di 8 km di spiagge, nonché di una delle due uniche isole della Calabria, l'isola di Cirella.

## Origini del nome
Il nome del comune sembra essere proprio connesso col diamante, inteso come gioiello. Tuttavia non è noto il motivo per il quale venne adottato tale nome.
Una fonte popolare, dal carattere fiabesco, asserisce che un corvo che si apprestava a bere dal torrente che bagna il paese subito a Nord del centro storico (chiamato per l’appunto torrente Corvino), abbia da esso pescato un diamante.

## Storia
Fonti storiografiche diverse documentano insediamenti già dai tempi dei greci Focesi e dei Romani.
Le prime notizie sulla nascita di un vero e proprio nucleo abitato nei luoghi di Diamante risalgono al 1500, allorquando il principe Sanseverino ordinò la costruzione di una postazione difensiva per contrastare le incursioni saracene.
Intorno al torrione dei Sanseverino sorse più tardi una fortificazione del territorio ad opera del principe di Bisignano Tiberio Carafa, padrone dei territori di Belvedere Marittimo e di Diamante già dal 1622.
Al termine delle scorribande turche, la popolazione dalle campagne si spostò verso il mare incrementando i traffici commerciali.
Successivamente benestanti e commercianti napoletani, amalfitani e salernitani, e nobili famiglie, anche di origine spagnola vi si stabilirono per la posizione e l'amenità del luogo dando vita al centro abitato.
Presto Diamante divenne un discreto centro per la pesca e l'agricoltura, grazie alla nutrita flotta e alla produzione del cedro (Citrus medica). Le caratteristiche particolari di questo agrume nella sua varietà denominata "Cedro liscio diamante", comunemente detto di Santa Maria del Cedro (di grosso taglio e profumata, destinata in gran parte alla canditura), lo resero unico e conosciutissimo sul mercato mondiale, anche in virtù del profondo legame con i rabbini provenienti da tutte le comunità ebraiche del mondo, i quali giungevano ogni estate a Santa Maria del Cedro e sulla Riviera dei Cedri, per selezionare il cedro perfetto, ovvero il "frutto dell'albero più bello" (etrog), da utilizzare durante la festa dei Tabernacoli. Grazie alla sua massiccia esportazione verso Israele e gli Stati Uniti, dov'è ancora usato dai rabbini durante Sukkot, il cedro è diventato una risorsa economica consistente per l'intero territorio.
Nel 1826, in un terreno privato di Cirella, fu riportato alla luce un tesoro di seimila monete di epoca romana.

### Simboli
Lo stemma del Comune di Diamante è stato riconosciuto con decreto del Capo del governo del 6 agosto 1935.
(D.C.G. 06.08.1935)
Il gonfalone è un drappo di azzurro.

## Monumenti e luoghi d'interesse

### I murales
Nel 1981, su iniziativa del pittore Nani Razetti, dell’amministrazione comunale dell’epoca, guidata dal sindaco Evasio Pascale, 85 artisti provenienti da varie parti del mondo furono chiamati a dipingere i muri dei vicoli del borgo marinaro di Diamante e di Cirella. Matilde Serao e Gabriele D'Annunzio sono tra i letterati che hanno rivolto la loro attenzione a quella che hanno definito la perla del Tirreno.
Negli anni successivi altri artisti hanno arricchito con le loro opere alcuni angoli di Diamante e Cirella. Nel 2021 Diamante ha celebrato il quarantennale della prima con l’iniziativa Murales40, che ha visto la realizzazione di nuove opere come quella di Jorit su una delle pareti del palazzo di città, e con il restauro di alcuni importanti dei murales del 1981, come quelli di Eva Krump e Ibrahim Kodra.

### Siti archeologici
- Ruderi di Cirella:[13] situati a 172 mt sul livello del mare, sono i resti del nucleo abitativo di Cirella  sorto all’incirca tra l’850 e il 1000 d.C. e cessato di esistere nel 1808, anno in cui il suo parroco Francesco De Patto, per ultimo, lasciò la Cirella collinare e “pazientemente se ne scese, cogli arredi sacri, alla sua Chiesa suffraganea di Santa Maria dei Fiori, alla Cirella nuova del Porto” (da un’opera di Cesare Consiglio, parroco di Cirella dal 1892 al 1917).
- Teatro dei Ruderi: costruito tra il 1994 ed il 1997, è collocato tra i ruderi di Cirella vecchia e il monastero dei Minimi e ospita, durante la stagione estiva, spettacoli teatrali e musicali. Il teatro ricalca lo stile greco, pur essendo stato costruito tra il 1994 e il 1997.

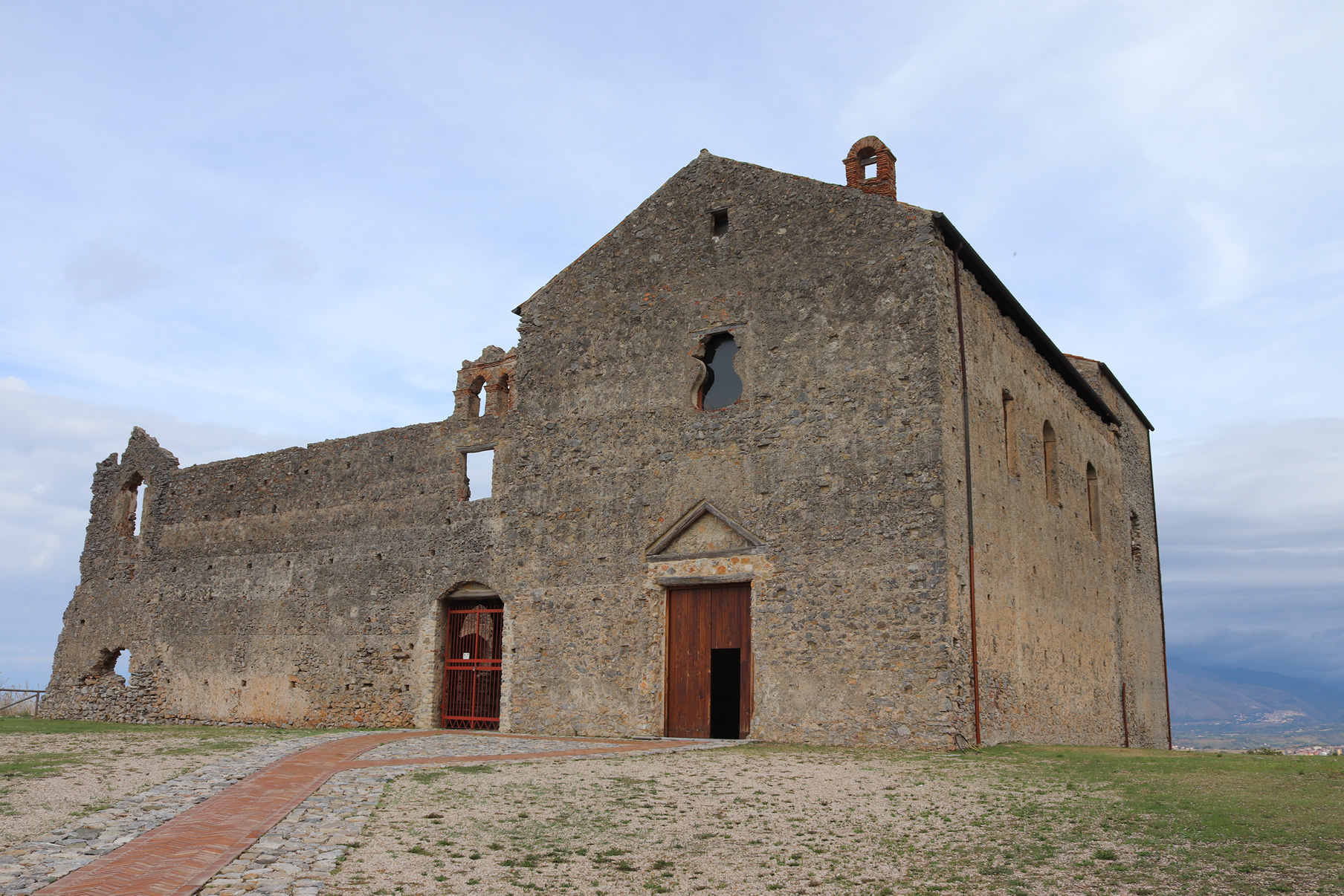
Monastero dei Minimi a Cirella

- Monastero dei Minimi:Monastero dei Minimi a Cirella costruito nel 1545, e la chiesa annessa dedicata alla Madonna delle Grazie, furono abbandonati definitivamente dai frati francescani nel 1810, in seguito alla legge napoleonica sulla confisca dei beni del clero e la soppressione degli ordini religiosi. Nel 1617 il monastero era abitato da “monaci sacerdoti numero tre, Clerici cinque, e tre Abbati” (da un Apprezzo eseguito nel 1617 da Colantonio Svigliola per il S.R.C. di Napoli). Nel 2018 al termine di importanti lavori recupero e valorizzazione che hanno interessato l’intera area storico – archeologica, il Convento dei Minimi è tornato a rivivere come luogo di culto e al contempo come sede polifunzionale di importanti eventi culturali ed artistici.
- Mausoleo romano: si tratta di un sepolcro monumentale di epoca imperiale, probabilmente del II-III secolo d.C., attualmente oggetto di studio e ricerca da parte del professor Carmelo Malacrino, direttore del museo nazionale di Reggio Calabria.
- Resti delle cinta muraria del feudo: lungo la strada che porta ai ruderi sono ancora presenti i resti delle mura con cui la famiglia baronale dei Sanseverino fece recingere, nella prima metà del XVIII secolo, la propria tenuta, detta appunto Feudo.
- Palazzo ducale: costruito nel 1753 dai Catalano Gonzaga, è stato oggetto di restauro e trasformato in albergo. Nel cortile, a cui si accede da un ampio portale, si possono ammirare la scalinata, tutta in pietra viva, e i resti di un’imponente colonna in stile dorico-ionico.
- Fortino Napoleonico: i soldati napoleonici occuparono Cirella di Diamante nel 1806 e vi eressero il Fortino, sistema difensivo strategico per la difesa dei punti nevralgici della costa.
- Resti di Villa Romana: sul promontorio di Cirella sono stati effettuati, dalla Soprintendenza per i Beni Archeologici della Calabria, dei lavori di scavo, grazie ai quali sono stati portati alla luce le fondamenta di un’antica villa romana, che si estendeva su un'area molto ampia.

### Architetture religiose
- Chiesa Immacolata Concezione: costruita nel XVII secolo e restaurata nel 1787 e nel 1880. La decorazione è recente (1954), l'interno comprende una navata unica con un pregevole fonte battesimale e una cappella del Purgatorio. Il principe Tiberio Carafa fece suo l’onore di donare alla nuova chiesa la monumentale statua dell'Immacolata Concezione. La statua, alta circa 2 metri, fu scolpita su un tronco di ulivo ed è databile intorno al 1656.
- Chiesa di San Giuseppe: non si conosce l’anno di costruzione della chiesetta di San Giuseppe, ma si sa che sorse come cappella di famiglia, situata nel centro storico. Fino ai primi anni del 1900 era abbandonata e logorata. L’opera di ristrutturazione fu conclusa nel 1949 con l’acquisto della statua di San Giuseppe e facendo costruire un magnifico altare in marmo. Oltre la statua di San Giuseppe nel 1954 fu acquistata anche quella di Santa Rita. La chiesetta, più tardi, verso la metà degli anni sessanta fu decorata ed arricchita di due capolavori dal pittore siciliano Luigi Maniscalco raffiguranti La fuga in Egitto sul soffitto ed il Beato transito di san Giuseppe, fra Gesù e Maria, nell’interno della cupola.
- Chiesa di San Biagio: fu edificata verso l'inizio del 1800. All’interno sono conservati la statua lignea di San Biagio e, vicino al fonte battesimale, un dipinto forse del 1700, raffigurante la Vergine col Bambino fra due santi.
- Chiesa di Gesù Buon Pastore: la prima pietra della chiesa dedicata a Gesù Buon Pastore fu posta il 3 Febbraio del 1984. Al suo interno conserva pitture dell'artista Nani Razetti raffiguranti Stazioni della Via Crucis e, sulla pala dell’altare maggiore, l'Ultima Cena. All'interno della chiesa è inoltre presente la scultura raffigurante il Cristo, opera dell'artista Mario Cirone.
- Chiesa Santa Maria dei Fiori a Cirella: sull’origine della chiesa, che pure deve essere alquanto remota, non si hanno notizie certe: nel citato Apprezzo dello Svigliola è testimoniata la sua presenza sulla costa nel 1617; inoltre, l’iscrizione incisa sul suo portale d’ingresso rappresenta la prova più tangibile della sua esistenza nell’anno 1637. Sono presenti colonne romane all’interno e all’esterno della chiesa, monumenti funebri della famiglia Catalano Gonzaga, acquasantiere in pietra locale lavorata, capitello in stile corinzio, portale in tufo del 1637, affreschi del XV e XVI sec. staccati dalla chiesa di San Nicola Magno di Cirella vecchia e dal Monastero dei Minimi, statua lignea della Madonna dei Fiori probabilmente anteriore al XVII secolo e completamente restaurata nel 1996.

### Architetture militari
- Torre dell'Isola di Cirella:  costruita tra la fine del 1500 e gli inizi del 1600,  fu uno dei tanti presìdi costruiti sulla costa per difendere il territorio dalle incursioni turche. Un altro Apprezzo, eseguito nel 1615 da Giovan Battista Sapio, così descrive la torre: “Al presente in quella (isola) vi è fatta una Torre Regia di molta fortezza con pezzi artiglieria, et homini, che giorno e notte la guardano per socorrere il Mare, e Caricaturo e Vascelli, che ivi dimorano, e d’Estate se vi fa la guardia a piedi, ed a cavallo di notte in detto Mare se ci imbarcano li vini, che si raccogliono in detta Terra”.

### Altro

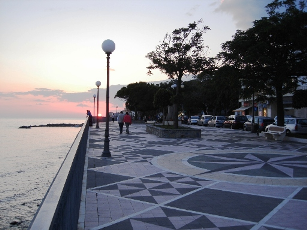
il lungomare vecchio

- Il lungomare vecchio: i lavori del cosiddetto “lungomare vecchio” ebbero inizio nel 1965 in quanto l’afflusso turistico aumentava di anno in anno ed il tratto di strada adibito a passeggio e luogo d’incontro, si rivelò insufficiente. Dopo qualche anno, il lungomare fu allungato verso sud raggiungendo l’attuale Banca. Successivamente, questo, fu allungato ulteriormente fino a raggiungere la spiaggia della “Guardiola”. Affacciandosi dalla ringhiera del “lungomare vecchio”, da molti definito il salotto di Diamante, durante le notti con la luna piena si possono osservare le barche munite di lampare o gli agili pescatori che, saltando fra gli scogli, pescano i polpi e i ricci. Di giorno, invece, si può ammirare tutta la costa come trovandosi su una nave.

Nonostante l’innegabile bellezza, i pescatori e molti altri abitanti, al tempo della costruzione, non videro di buon occhio tale opera, poiché copriva molti scogli scombussolando così l’ecosistema locale. Il lungomare fu, comunque, un punto di svolta per il paese da una dimensione di piccolo borgo di pescatori verso l’era del turismo.
- Parco Enzo La Valva: a ridosso del centro storico di Diamante c'è il Parco La Valva (ex Corvino). Un'area verde lungo il corso del fiume Corvino che in pochi metri trasforma il paesaggio marino in un vero e proprio paesaggio montano. Immerse nel verde ci sono attrezzature sportive, una palestra, l'acquario multimediale, l'Accademia del peperoncino con l'Università del gusto.
- Torre del Semaforo: è la torre che sovrasta il centro storico fu edificata come torrione di guardia nel XVI secolo da Girolamo Sanseverino, principe di Bisignano. Verso la metà del 600 con l’intensificarsi dei traffici commerciali fu adibita a sede di dogana. Verso la fine del 1800 la torre fu restaurata, sopraelevata e dotata di un’antenna di 40 m per essere usata dalla Marina mercantile per avvistamenti e come stazione ricetrasmittente per le segnalazioni telegrafiche. Nel 2016 la Torre è passata definitivamente dallo Stato al Comune di Diamante divenendo una struttura polifunzionale adibita a museo e sede di iniziative culturali e punto informativo turistico.
- Acquario multimediale[14]
- Antiquarium Cirella[15]
- Museo subacqueo Atlantide[16]

## Società

### Evoluzione demografica
Abitanti censiti

## Cultura
A Diamante si tengono diverse iniziative culturali e seminari di filosofia organizzati dall'Istituto Italiano per gli Studi Filosofici di Napoli, grazie alla collaborazione del filosofo Nuccio Ordine, originario di Diamante, docente di Letteratura italiana presso l'Università della Calabria e tra i maggiori studiosi della figura e dell'opera del filosofo Giordano Bruno.
Diamante nel 2021 è stata designata tra le città italiana candidate a capitale italiana della cultura 2024.

### Cinema
Diamante è stata spesso scelta come location per film cinematografici, fiction e programmi televisivi. Tra i lungometraggi ricordiamo: 
- L'abbuffata, film del regista Mimmo Calopresti con Gérard Depardieu, Diego Abatantuono e Nino Frassica
- Ma l'amore... sì!, di Tonino Zangardi e Marco Costa con Anna Maria Barbera, Elena Burika e Gianni Pellegrino
- Per sempre, di Alessandro Di Robilant su soggetto di Maurizio Costanzo con Giancarlo Giannini e Francesca Neri
- L'ultimo Re, per la regia di Aurelio Grimaldi. Con Isabel Russinova, Edoardo Siravo, Moni Ovadia, Maria Monti, Antonio Martinelli.

### Cucina
Tra le specialità locali a base di pesce si citano le pitticelle di rosamarina, le frittelle a base di bianchetto, la rosamarina con il pepe, il cosiddetto caviale dei poveri, e le alici conservate sotto sale e peperoncino in recipienti di creta detti cugnitti.
Il cedro (varietà liscia diamante), comunemente detto di Santa Maria del Cedro, è il prodotto tipico della Riviera dei cedri con il quale si preparano piatti dolci e salati.
Il liquore al cedro viene prodotto localmente in modo artigianale e ottenuto per l'infusione della buccia. Si produce, inoltre, il cedro candito, ottenuto da un complesso procedimento di salamoiatura, visibile presso il museo del cedro di Santa Maria del Cedro, istituito nel 2004 dal consorzio del cedro di Calabria. I "panicilli" (o panicelli di D'Annunzio) sono dolci tipici natalizi composti da acini di uvetta aromatizzata avvolti nelle foglie del cedro, legati con un giunco e infornati, apprezzati anche da Gabriele D'Annunzio.
Altro prodotto tipicamente legato alla gastronomia calabrese è il peperoncino, al quale a Diamante dal 1992 è dedicata una manifestazione annuale denominata Peperoncino Festival.

### Eventi

#### Festival del Peperoncino
Il "Festival del peperoncino" o "Peperoncino Festival" è una rassegna culturale e gastronomica che ha luogo a Diamante sin dal 1992.
Il festival è stato ideato dal giornalista Enzo Monaco in occasione del cinquecentenario della scoperta delle Americhe, evento che ha dato inizio all'importazione in Europa del peperoncino, comunemente utilizzato nella cucina calabrese.
La manifestazione si svolge solitamente nei primi giorni di settembre e dura circa una settimana, nella quale si svolgono le degustazioni della mostra "Mangiare Mediterraneo", i "Laboratori piccanti", le mostre, il cabaret, la "Rassegna del cinema piccante", la presentazione di libri, la premiazione della migliore tesi di laurea sul peperoncino e anche convegni medici.
A Diamante ha inoltre sede l'"Accademia italiana del peperoncino" che conta migliaia di associati in tutto il mondo.

#### Mediterraneo Festival Corto
Concorso cinematografico nato nel 2011 e dedicato ai cortometraggi e organizzato dal Cinecircolo Maurizio Grande di Diamante, premia opere provenienti da tutto il mondo. Si svolge nei primi giorni del mese di settembre. È stato selezionato tra i 10 Festival d’interesse culturale di cortometraggi. Nel corso degli anni ha ospitato alcuni diversi importanti nomi del cinema e della cultura.

#### Calici Sotto le Stelle
Programmata nella terza settimana di luglio e di agosto la manifestazione "Calici sotto le stelle" pone al centro dell'attenzione la promozione e la valorizzazione dell'enologia calabrese, il tutto nel magnifico scenario dei ruderi di Cirella, importante frazione del comune tirrenico.

## Geografia antropica

### Frazioni

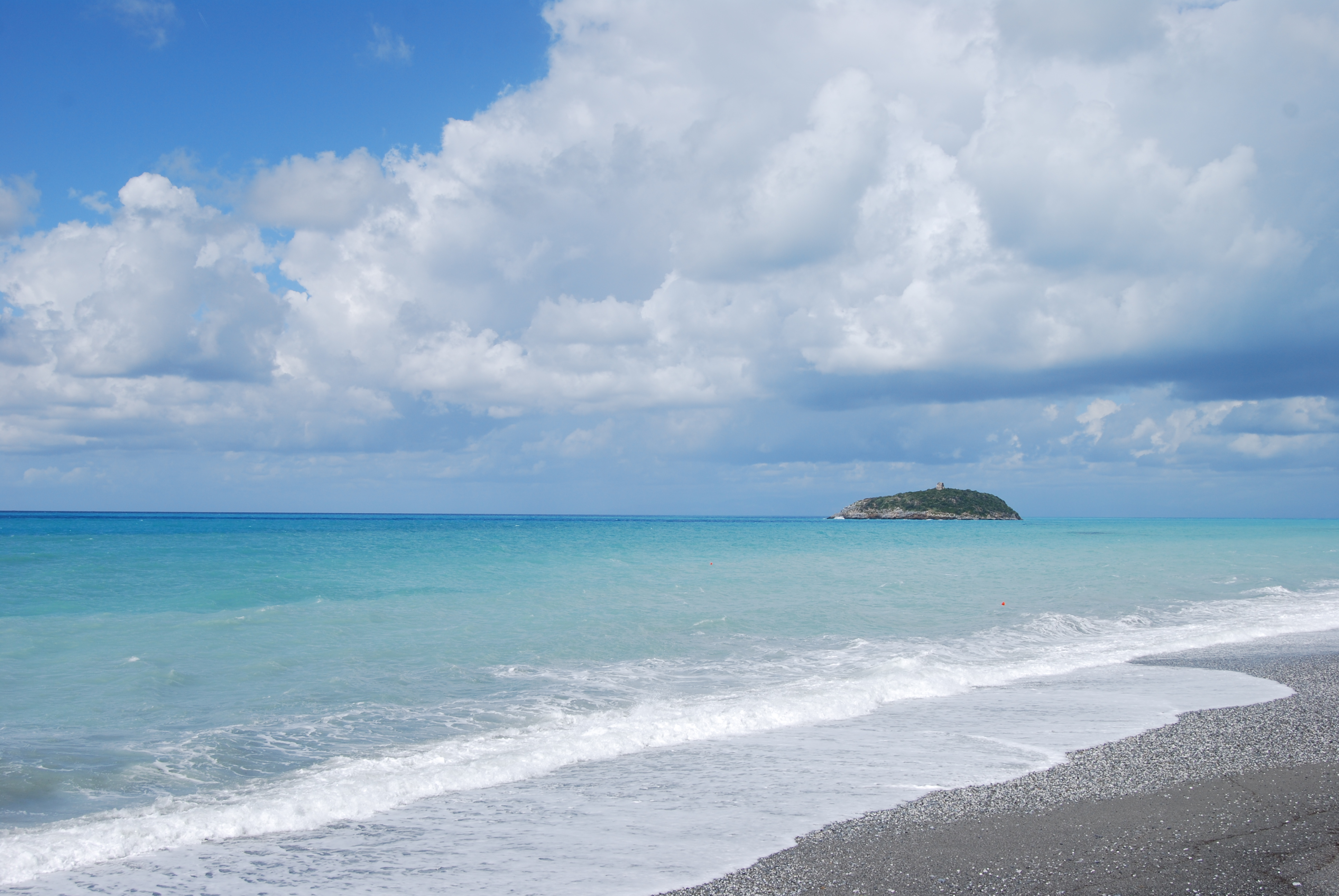
L'Isola di Cirella

La frazione Cirella, attualmente attrezzato centro balneare, è ricca di storia e di reperti che testimoniano l'importanza di questa fiorente città della Magna Grecia di nome Cerillae.
Insediamenti del Paleolitico superiore sono presenti nel territorio della frazione presso la grotta dello scoglio di San Giovanni.
Fu una delle prime città della zona fondata dagli Ausoni e di essa hanno scritto Strabone, Diodoro Siculo e Silio Italico, che afferma essere stata distrutta da Annibale per mezzo del suo generale Annone nel 203 a.C., per la fedeltà dimostrata a Roma.
Divenne un centro importante grazie alle esportazioni commerciali tra Roma e la Magna Grecia: vi sorsero templi e ville romane, di epoca imperiale, le cui vestigia sono ancora visibili. La città fu distrutta e ricostruita numerose volte nel corso dei secoli.
La chiesa parrocchiale di S. Maria de Flores contiene un capitello medievale di stile corinzio, adibito a portacero pasquale, un busto ligneo della Madonna con Bambino del sec. XIII e opere varie provenienti da una chiesa di Cirella Vecchia.
Verso la costa è visibile l'isolotto di Cirella con alla sommità rovine di antiche fortificazioni costruite per prevenire lo sbarco dei mori.

Una sporgenza sul mare, sullo sfondo l'isola di Cirella

Guardando in alto verso l'interno, su una altura, si scorgono le rovine di Cirella vecchia distrutta dalla flotta francese nel 1806. Sono interessanti in questo sito le rovine di un castello ed i resti di una chiesa con campanile romanico e residui di affreschi. Alle pendici del colle sono state rinvenute varie necropoli oltre al più noto Mausoleo di Cirella, una tomba monumentale di età romana poi adibita a edificio di culto cristiano per divenire successivamente deposito di prodotti agricoli.

## Infrastrutture e trasporti
Il comune è attraversato dalla strada statale 18 Tirrena Inferiore ed è servito dalla stazione di Diamante-Buonvicino sita sulla ferrovia Tirrenica Meridionale.

## Amministrazione

### Sindaci
| Periodo          | Periodo          | Primo cittadino  | Partito           | Carica                    | Note |
| ---------------- | ---------------- | ---------------- | ----------------- | ------------------------- | ---- |
| 27 aprile 1997   | 26 maggio 2002   | Ernesto Caselli  | Centro-destra     | Sindaco                   |      |
| 27 maggio 2002   | 17 ottobre 2006  | Ernesto Caselli  | Forza Italia      | Sindaco                   |      |
| 17 ottobre 2006  | 27 maggio 2007   | Maria Vercillo   |                   | Commissario Straordinario |      |
| 28 maggio 2007   | 6 maggio 2012    | Ernesto Magorno  | Lista civica      | Sindaco                   |      |
| 7 maggio 2012    | 30 novembre 2013 | Ernesto Magorno  | Il Sole           | Sindaco                   |      |
| 30 novembre 2013 | 25 maggio 2014   | Gaetano Sollazzo | Il Sole           | Vicesindaco reggente      |      |
| 25 maggio 2014   | 18 marzo 2019    | Gaetano Sollazzo | La Città del Sole | Sindaco                   |      |
| 18 marzo 2019    | 7 luglio 2019    | Costanza Pino    |                   | Commissario Straordinario |      |
| 7 luglio 2019    | 14 giugno 2024   | Ernesto Magorno  | Uniti per Te      | Sindaco                   |      |
| 14 giugno 2024   | in carica        | Achille Ordine   | Nuova Era         | Sindaco                   |      |

### Gemellaggi
Comune gemellato con:
- Nucșoara
- Rocca di Papa (gemellaggio culturale)[21]
- Satriano di Lucania, dal 2012[22][23][24]

## Sport

### Ciclismo
Diamante, per due volte, è stata scelta come sede di tappa del Giro d'Italia.
Il 20 maggio del 1982 il pluricampione Francesco Moser si aggiudicava al fotofinish, sul lungomare della cittadina, la 7ª tappa della 65ª edizione del Giro d'Italia di 226 km, partita da Castellammare di Stabia, conquistando la maglia rosa. 
Più recentemente, da Diamante è partita, il 10 maggio 2005, la 3ª tappa dell'88ª edizione del Giro d'Italia di 210 km, con destinazione Giffoni Valle Piana ed il 13 maggio 2022, la 7ª tappa della 105º Giro d'Italia di 196  km, con destinazione Potenza.